# 戈登·克里斯蒂安
戈登·克里斯蒂安（英語：Gordon Christian，1927年11月21日—2017年6月2日），美国男子冰球运动员，场上位置是前锋。他曾代表美国国家队参加1956年冬季奥林匹克运动会冰球比赛，获得一枚银牌。